# Јасеново (Бела Црква)
Јасеново је насеље у општини Бела Црква, у Јужнобанатском округу, у Србији. Према попису из 2022. било је 1097 становника.

## Географија
Налази се у северозападном делу општине, мала варошица, на раскрсници пута са првом железничком пругом у бившој Југославији, била је значајно место у долини реке Караш. Овде се налази железнички комплекс Јасеново на прузи Вршац—Бела Црква.

## Историја
Назив села је од дрвета јасена. За симболе грба узето је дрво јасена и вила, која је по предању живела у јасеновим шумама и чувала село.
У турским тефтерима село Јасеново се помиње још половином шеснаестог века. A током историје је више пута мењало име: Године 1690. – Јасеново. После – Јасенова, Јесенова 1911. – Karasjeszenö 1922. – Јасеново.
Јасеново је купио Неман-бег харач 1692. Јасеново је 1699. године припадало Северинском комитату. 1713. г. пописано је 83 дома. Крајем 1716. године и почетком 1717. г. таборовала је у Јасенову аустријска војска, са задатком да обезбеди Нову Паланку.
А године 1716. додељено је Јасеново паланачком диштрикту. Године 1717. бројало је 120 домова и постало је седиште подуправника (Unterverwalter) и оберкнеза. Тада је уведена и пошта 1726. г. сазидана је прва црква 1734. г. поучили су Италијани овдашње становништво и завели гајење свилених буба, сађење дудова за бубе и подигли манипулациону зграду.
У првом турском рату помиње се чешће Јасеново. Од 8. до 10. августа 1736. плаћали су мештани Турцима намет, у новцу и у намирницама. 4. фебруара 1739. потукла је народна војска код Јасенова једну чету побуњених Румуна.
Од 1747. до 1752. године становао је у Јасенову командант банатске народне војске, барон Сибшен. Пописано је 1749. г. 116 домова. Године 1769. подигнута је друга српска црква, а 1773. године уведене су матичне књиге. Овде постоји Црква Светог Димитрија у Јасенову.
Јасеново је 1773 године припојено Илирској регименти и постало седиште компаније. Аустријски царски ревизор Ерлер је 1774. године констатовао да место има милитарски статус, а припада Јасеновачком округу, Новопаланачког дистрикта. Становништво је било измешано, српско и влашко. Од 1780. – 1789. године постојала је овде једна војничка немачка тривијална школа. Године 1802. било је 168 домова са 1119 становника. Године 1820. обновљена је тривијална школа. Године 1838. додељено је српском батаљону, а 1845. српској регименти.
Године 1847. пописано је 1635 становника. Године 1854. пописано је 1379 становника у месту, а 5440 у компанији, коју су чиниле пет општина.
Дана 1. новембра 1856. године отворена је железничка станица, а 8. јула 1858. године пуштена је у саобраћај и железница на прузи према Темишвару. Године 1857. сазидана је општинска кућа. Јасеново постаје велика општина 1896. почиње матичарско звање.

Јасеново 1875. г. добија пошту, а 1879. тржишно право. Према пописима становника Јасеново је имало;
| Година пописа | Број становника |
| ------------- | --------------- |
| 1869.         | 1.619           |
| 1880.         | 1.795           |
| 1890.         | 2.054           |
| 1900.         | 2.156           |
| 1910.         | 2.207           |

Кретање броја становника од 1869. до 1910. године.
Године 1893. основана је апотека а 1912. г. подигнута је нова православна црква за коју је утрошено 80.000 Круна. У почетку Светског рата интернирана су два становника. 8. новембра 1918. г. српска војска је ушла у Јасеново, које је припојено Торонталској-тамишкој жупанији.
По попису 1921. г, било је 2111 становника, од којих: Срба – 1753; Чехословака – 35; Осталих Словена – 30; Румуна – 22; Италијана – 1; Немаца – 192; Мађара – 78. 20. децембара 1928. извршен је избор новог општинског представништва.

## Демографија
У насељу Јасеново живи 1115 пунолетних становника, а просечна старост становништва износи 39,4 година (37,7 код мушкараца и 41,1 код жена). У насељу има 504 домаћинства, а просечан број чланова по домаћинству је 2,87.
Ово насеље је углавном насељено Србима (према попису из 2002. године), а у последња три пописа, примећен је пад у броју становника. Село је по величини и броју становника највеће у општини са 1446 становника и густином насељености од 18 становника по једном хектару.
|  |

| Демографија | Демографија | Демографија |
| Година      | Становника  | Становника  |
| ----------- | ----------- | ----------- |
| 1948.       | 2.030       |             |
| 1953.       | 2.159       |             |
| 1961.       | 2.333       |             |
| 1971.       | 2.108       |             |
| 1981.       | 2.062       |             |
| 1991.       | 1.927       | 1.609       |
| 2002.       | 1.446       | 1.784       |

| Етнички састав према попису из 2002.‍ | Етнички састав према попису из 2002.‍ | Етнички састав према попису из 2002.‍ | Етнички састав према попису из 2002.‍ | Етнички састав према попису из 2002.‍ |
| ------------------------------------ | ------------------------------------ | ------------------------------------ | ------------------------------------ | ------------------------------------ |
|                                      |                                      |                                      |                                      |                                      |
| Срби                                 | Срби                                 |                                      | 1.220                                | 84,37%                               |
| Роми                                 | Роми                                 |                                      | 93                                   | 6,43%                                |
| Мађари                               | Мађари                               |                                      | 18                                   | 1,24%                                |
| Румуни                               | Румуни                               |                                      | 15                                   | 1,03%                                |
| Македонци                            | Македонци                            |                                      | 12                                   | 0,82%                                |
| Чеси                                 | Чеси                                 |                                      | 11                                   | 0,76%                                |
| Немци                                | Немци                                |                                      | 7                                    | 0,48%                                |
| Црногорци                            | Црногорци                            |                                      | 6                                    | 0,41%                                |
| Хрвати                               | Хрвати                               |                                      | 4                                    | 0,27%                                |
| Словаци                              | Словаци                              |                                      | 4                                    | 0,27%                                |
| Југословени                          | Југословени                          |                                      | 3                                    | 0,20%                                |
| Руси                                 | Руси                                 |                                      | 1                                    | 0,06%                                |
| Муслимани                            | Муслимани                            |                                      | 1                                    | 0,06%                                |
| Бугари                               | Бугари                               |                                      | 1                                    | 0,06%                                |
| непознато                            | непознато                            |                                      | 38                                   | 2,62%                                |

## Становништво, привреда и инфраструктура
Становништво се претежно бави земљорадњом, воћарством, сточарством, а један део је запослен у предузећима у Вршцу и Белој Цркви. У селу раде и два предузећа која такође запошљавају доста радника из села, а то су циглана "2. октобар" и погон пластичне амбалаже "Хемофарм". Изграђеност инфраструктуре, комуналне опремљености, на завидном је нивоу у односу на остала места у општини.
У селу је обезбеђена здравствена заштита, изграђена је амбуланта у којој ради неколико лекара. Постоји осмогодишња основна школа „Ђорђе Малетић“, а такође и предшколска установа — дечје забавиште.
У Јасенову је 1816. године рођен књижевник, естетичар, преводилац, политичар, позоришни педагог и теоретичар Ђорђе Малетић.
| \| \| м \| \| \| ж \| \| ? \| 1 \| \| \| 1 \| \| 80+ \| 10 \| \| \| 20 \| \| 75—79 \| 17 \| \| \| 35 \| \| 70—74 \| 22 \| \| \| 40 \| \| 65—69 \| 46 \| \| \| 51 \| \| 60—64 \| 48 \| \| \| 44 \| \| 55—59 \| 19 \| \| \| 30 \| \| 50—54 \| 52 \| \| \| 42 \| \| 45—49 \| 71 \| \| \| 68 \| \| 40—44 \| 56 \| \| \| 40 \| \| 35—39 \| 55 \| \| \| 49 \| \| 30—34 \| 42 \| \| \| 38 \| \| 25—29 \| 60 \| \| \| 48 \| \| 20—24 \| 41 \| \| \| 42 \| \| 15—19 \| 52 \| \| \| 45 \| \| 10—14 \| 50 \| \| \| 32 \| \| 5—9 \| 60 \| \| \| 53 \| \| 0—4 \| 29 \| \| \| 37 \| \| Просек : \| 37,7 \| \| \| 41,1 \| |      |  |  |      |
| |      |  |  |      |
| | м    |  |  | ж    |
| ? | 1    |  |  | 1    |
| 80+ | 10   |  |  | 20   |
| 75—79 | 17   |  |  | 35   |
| 70—74 | 22   |  |  | 40   |
| 65—69 | 46   |  |  | 51   |
| 60—64 | 48   |  |  | 44   |
| 55—59 | 19   |  |  | 30   |
| 50—54 | 52   |  |  | 42   |
| 45—49 | 71   |  |  | 68   |
| 40—44 | 56   |  |  | 40   |
| 35—39 | 55   |  |  | 49   |
| 30—34 | 42   |  |  | 38   |
| 25—29 | 60   |  |  | 48   |
| 20—24 | 41   |  |  | 42   |
| 15—19 | 52   |  |  | 45   |
| 10—14 | 50   |  |  | 32   |
| 5—9 | 60   |  |  | 53   |
| 0—4 | 29   |  |  | 37   |
| Просек : | 37,7 |  |  | 41,1 |

| Година пописа     | 1948. | 1953. | 1961. | 1971. | 1981. | 1991. | 2002. |
| ----------------- | ----- | ----- | ----- | ----- | ----- | ----- | ----- |
| Број домаћинстава | 530   | 577   | 680   | 617   | 612   | 578   | 504   |

| Број чланова      | 1   | 2   | 3  | 4   | 5  | 6  | 7 | 8 | 9 | 10 и више | Просек |
| ----------------- | --- | --- | -- | --- | -- | -- | - | - | - | --------- | ------ |
| Број домаћинстава | 130 | 115 | 77 | 107 | 49 | 17 | 4 | 2 | 0 | 3         | 2,87   |

| Пол    | Укупно | Неожењен/Неудата | Ожењен/Удата | Удовац/Удовица | Разведен/Разведена | Непознато |
| ------ | ------ | ---------------- | ------------ | -------------- | ------------------ | --------- |
| Мушки  | 592    | 153              | 360          | 45             | 27                 | 7         |
| Женски | 593    | 85               | 352          | 127            | 22                 | 7         |
| УКУПНО | 1.185  | 238              | 712          | 172            | 49                 | 14        |

| Пол    | Укупно                    | Пољопривреда, лов и шумарство | Рибарство                            | Вађење руде и камена | Прерађивачка индустрија       |
| ------ | ------------------------- | ----------------------------- | ------------------------------------ | -------------------- | ----------------------------- |
| Мушки  | 314                       | 138                           | 0                                    | 2                    | 70                            |
| Женски | 128                       | 65                            | 0                                    | 0                    | 14                            |
| Укупно | 442                       | 203                           | 0                                    | 2                    | 84                            |
|        |                           |                               |                                      |                      |                               |
| Пол    | Производња и снабдевање   | Грађевинарство                | Трговина                             | Хотели и ресторани   | Саобраћај, складиштење и везе |
| Мушки  | 0                         | 17                            | 15                                   | 6                    | 29                            |
| Женски | 0                         | 1                             | 18                                   | 1                    | 3                             |
| Укупно | 0                         | 18                            | 33                                   | 7                    | 32                            |
|        |                           |                               |                                      |                      |                               |
| Пол    | Финансијско посредовање   | Некретнине                    | Државна управа и одбрана             | Образовање           | Здравствени и социјални рад   |
| Мушки  | 2                         | 6                             | 7                                    | 5                    | 2                             |
| Женски | 3                         | 0                             | 0                                    | 9                    | 6                             |
| Укупно | 5                         | 6                             | 7                                    | 14                   | 8                             |
|        |                           |                               |                                      |                      |                               |
| Пол    | Остале услужне активности | Приватна домаћинства          | Екстериторијалне организације и тела | Непознато            | Непознато                     |
| Мушки  | 2                         | 0                             | 0                                    | 13                   | 13                            |
| Женски | 1                         | 4                             | 0                                    | 3                    | 3                             |
| Укупно | 3                         | 4                             | 0                                    | 16                   | 16                            |